# Lumbrineris zonata
Lumbrineris zonata är en ringmaskart som beskrevs av Herbert Parlin Johnson 1901. Lumbrineris zonata ingår i släktet Lumbrineris och familjen Lumbrineridae. Inga underarter finns listade i Catalogue of Life.